# Gurmai Zita
Gurmai Zita Tünde (Budapest, 1965. június 1. –) országgyűlési képviselő, a Magyar Szocialista Párt és az Európai Szocialisták Pártja Nőszervezete elnöke, az MSZP Komárom-Esztergom megyei elnöke, közgazdász.

## Életrajza
A Marx Károly Közgazdasági Egyetemen diplomázott 1988-ban, doktori fokozatát 1991-ben szerezte. Előbb különböző nemzetközi cégeknél áll alkalmazásban, majd 1995-től 2002-ig saját vállalkozást folytat a környezetvédelem, rendezvényszervezés, tanácsadás területén. 
2002-2004 között országgyűlési képviselő, a Külügyi és az Európai Integrációs Bizottság tagja. 2003-2004 között a Magyar Országgyűlés által az Európai Parlamentbe küldött megfigyelő. 2004-től 2014-ig az Európai Parlament tagja. 2018-tól az MSZP országgyűlési képviselője, 2019-óta frakcióvezető-helyettes. 2018-tól az Európa Tanács Parlamenti Közgyűlésének tagja, 2020-21-ben a Szocialisták, Demokraták és Zöldek (SOC) képviselőcsoportjának frakcióvezető-helyettese.
2021 óta az MSZP Komárom-Esztergom megyei elnöke.

## Egyéb közéleti tevékenységek
Gurmai 1993-ban lett az MSZP tagja. A párt Nőtagozatának 1995-ben ügyvivője, majd 2001 óta elnöke. 
2004 óta az Európai Szocialista Párt (ESZP) Nőszervezetének elnöke.

## Európai Parlamenti tevékenysége
2004-es megválasztása után a Nőjogi és Esélyegyenlőségi Bizottság alelnöke. Tagja volt a Regionális Fejlesztési Bizottságnak és póttagja a Közlekedési és Idegenforgalmi Bizottságnak. 2009 és 2014 között az Alkotmányügyi Bizottság alelnöke.
Az Európai Parlamentben konszenzusos politikát képviselt. Bizottságaiban számos jelentés kapcsán együttműködött a Fidesz színeiben politizáló Járóka Líviával és Barsiné Pataky Etelkával is. 2007-ben uniós szakújságírók szavazatai alapján politikai kampány kategóriában az „Év képviselője” lett. 2012-ben az Európai Polgári Kezdeményezés társ-jelentéstevője.

## Európa Tanácsi tevékenysége
Az Európa Tanács Parlamenti Közgyűlése a plenáris ülésén 2019 júniusában 92 százalékos többséggel fogadta el az Isztambuli Egyezményről szóló, általa jegyzett jelentést. 

## Családja
Elvált, korábbi férje Gulyás Mihály matematikus-közgazdász. Két gyermekük született, Mihály Balázs (1987) és Bálint Imre (1989–2016).

## Díjai, elismerései
- Radnóti Miklós antirasszista díj – 2017
- Magyar Jótékonysági Díj – Budapest, 2020